# Гопатконг (Нью-Джерсі)
Гопатконг (англ. Hopatcong) — місто (англ. borough) в США, в окрузі Сассекс штату Нью-Джерсі. Населення — 14 362 особи (2020).

## Географія
Гопатконг розташований за координатами 40°57′9″ пн. ш. 74°39′35″ зх. д. / 40.95250° пн. ш. 74.65972° зх. д. (40.952432, -74.659660).  За даними Бюро перепису населення США в 2010 році місто мало площу 31,72 км², з яких 28,11 км² — суходіл та 3,61 км² — водойми.

## Демографія
Згідно з переписом 2010 року, у селищі мешкало 15 147 осіб у 5653 домогосподарствах у складі 4112 родин. Було 6296 помешкань
Расовий склад населення:
| - 91,1 % — білих - 2,9 % — чорних або афроамериканців - 2,3 % — азіатів - 0,1 % — корінних американців - 1,8 % — осіб інших рас |

До двох чи більше рас належало 1,9 %. Частка іспаномовних становила 11,3 % від усіх жителів.
За віковим діапазоном населення розподілялося таким чином: 22,4 % — особи молодші 18 років, 67,8 % — особи у віці 18—64 років, 9,8 % — особи у віці 65 років та старші. Медіана віку мешканця становила 40,2 року. На 100 осіб жіночої статі у селищі припадало 101,0 чоловіків;  на 100 жінок у віці від 18 років та старших — 101,5 чоловіків також старших 18 років.
Середній дохід на одне домашнє господарство  становив 94 224 долари США (медіана — 76 875), а середній дохід на одну сім'ю — 101 294 долари (медіана — 91 554). Медіана доходів становила 67 808 доларів для чоловіків та 50 063 долари для жінок. За межею бідності перебувало 6,6 % осіб, у тому числі 13,5 % дітей у віці до 18 років та 1,0 % осіб у віці 65 років та старших.
Цивільне працевлаштоване населення становило 7674 особи. Основні галузі зайнятості: освіта, охорона здоров'я та соціальна допомога — 18,9 %, роздрібна торгівля — 16,5 %, науковці, спеціалісти, менеджери — 14,4 %.